# Port lotniczy Šoštanj (Lajše)
Port lotniczy Šoštanj (Lajše) – port lotniczy w miejscowości Topolšica koło Šoštanj (Słowenia). Obsługuje połączenia krajowe.